# Máy bay cánh cụp cánh xòe

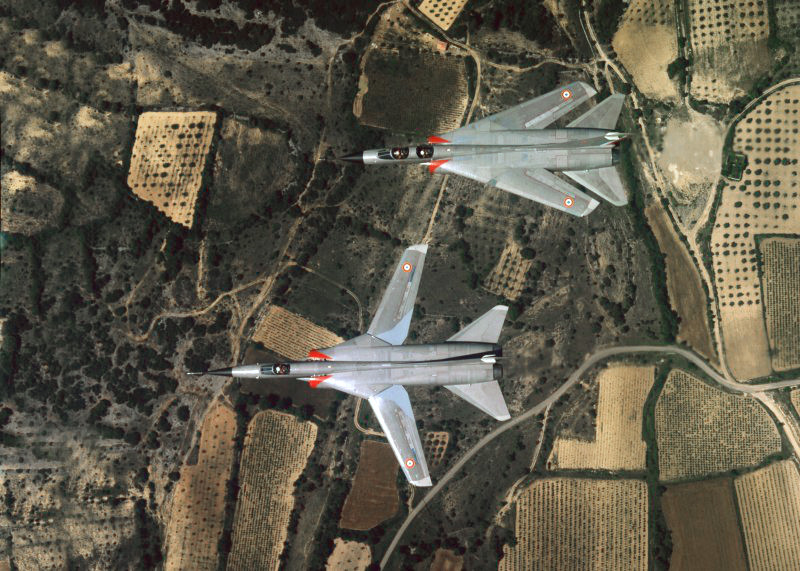
Hai mẫu thử nghiệm của máy bay Dassault Mirage G, chiếc trên có cánh đang cụp và chiếc dưới có cánh đang xòe.

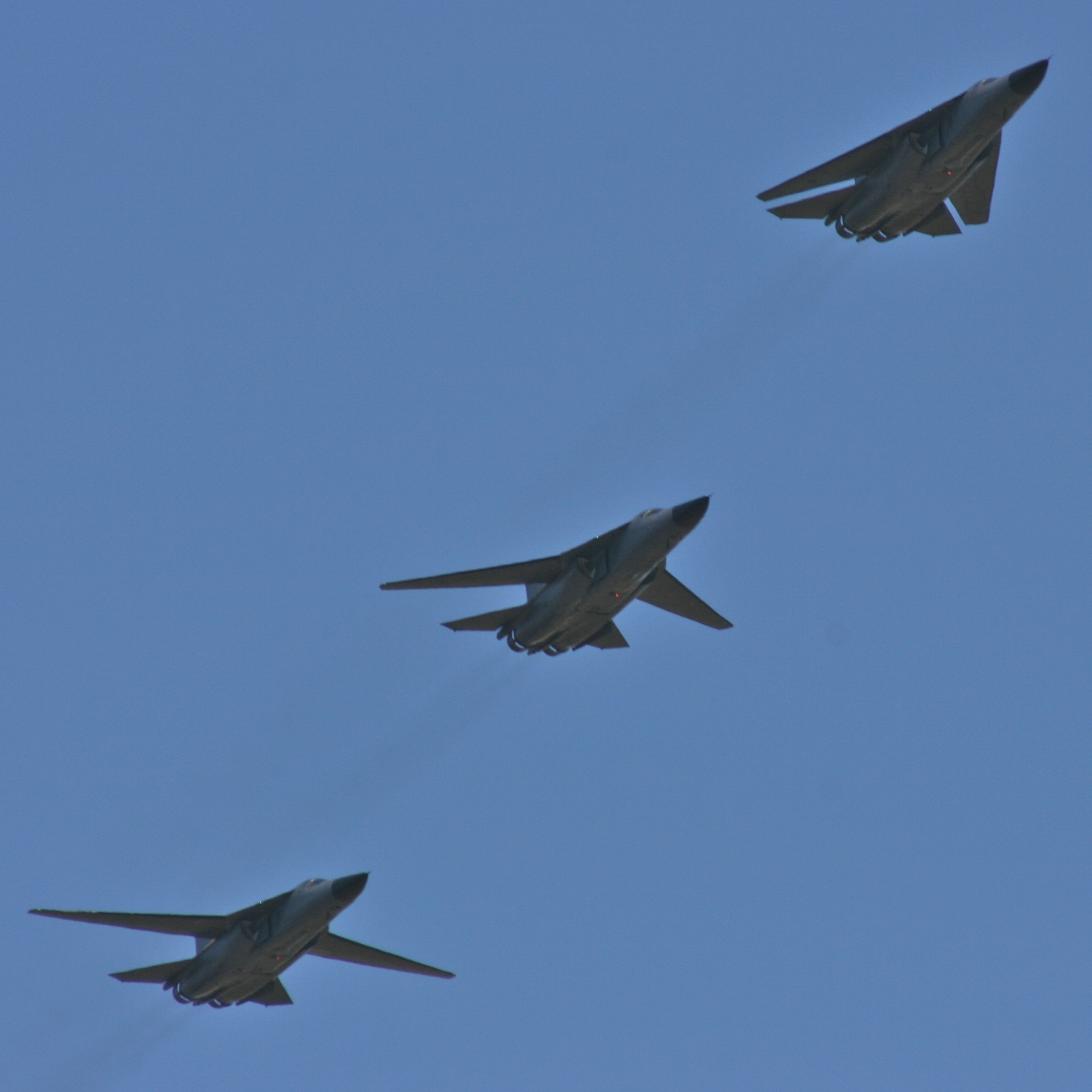
3 chiếc F-111 của Không quân Úc với cánh có góc xòe khác nhau.

Máy bay cánh cụp cánh xòe là dạng máy bay có hai cánh chính có thể xoay để thay đổi góc giữa cánh và thân, tức có thể "xòe ra" hay "cụp vào" được. Điều này giúp cấu hình cánh của máy bay có thể được thay đổi trong quá trình bay.
Giải thích đơn giản, khi bay chậm, máy bay bị tròng trành ở tốc độ thấp, người ta xòe hai cánh dang rộng ra để giữ thăng bằng. Còn khi bay nhanh, nếu xòe rộng cánh thì lực cản không khí có thể làm gãy máy bay, người ta cụp cánh ra sau để giảm cản gió, giúp máy bay có thể bay ở tốc độ cao.
Trong khi dạng hình cánh cụp thuận lợi hơn cho việc bay tốc độ cao, thì dạng hình cánh xòe được sử dụng trong những lúc bay chậm hơn, giúp cho máy bay có thể tải nhiều hàng/vũ khí hơn, nâng cao hiệu suất bay, tăng độ chính xác khi tấn công mặt đất. Và với việc có thể thay đổi giữa cánh cụp và cánh xòe, thì người phi công có thể tùy ý lựa chọn cấu hình bay cho tốc độ hiện thời của máy bay. Cấu hình cánh cụp cánh xòe hữu dụng nhất trong trường hợp máy bay được yêu cầu phải hoạt động tốt ở tốc độ cao lẫn tốc độ thấp, và vì vậy nó chủ yếu được sử dụng trong việc thiết kế máy bay quân sự. Một ví dụ là loại máy bay chiến đấu chủ yếu bay với tốc độ hạ âm, nhưng bất thình lình tăng tốc độ lên siêu âm khi cần thiết.
Từ năm 1940 đến 1970 đã có nhiều mẫu thử nghiệm lẫn mẫu máy bay sản xuất đại trà được thiết kế theo kiểu cánh cụp cánh xòe. Thập niên 1960-70 là thời kỳ hoàng kim của máy bay cánh cụp cánh xòe với nhiều mẫu thử nghiệm cũng như mẫu sản xuất đại trà gặt hái được thành công; hàng nghìn chiếc máy bay đã được sản xuất trong giai đoạn này. Tuy nhiên, trong giai đoạn sau đó khi công nghệ điều khiển bay và vật liệu bay đạt được nhiều tiến bộ giúp người ta có thể hiệu chỉnh chi tiết tính chất khí động học và cấu trúc của máy bay, cấu hình cánh cụp cánh xòe không còn cần thiết. Những khó khăn do khối lượng tăng thêm cũng như mức độ phức tạp của kiểu cánh cụp cánh xòe bị cho là khiến tính hữu dụng của thiết kế này bị giảm đi, vì thế nó không được sử dụng trong các mẫu máy bay về sau này nữa.

## Lịch sử

### Ra đời và phát triển
Năm 1931, hãng Westland-Hill cho ra lò một máy bay thử nghiệm mang tên Westland-Hill Pterodactyl IV. Đó là một máy bay không đuôi có hai cánh có thể thay đổi góc xòe ở mức độ nhỏ trong khi bay, giúp cho máy bay có thể đạt độ chúi dọc trong điều kiện không có cánh đuôi ngang.

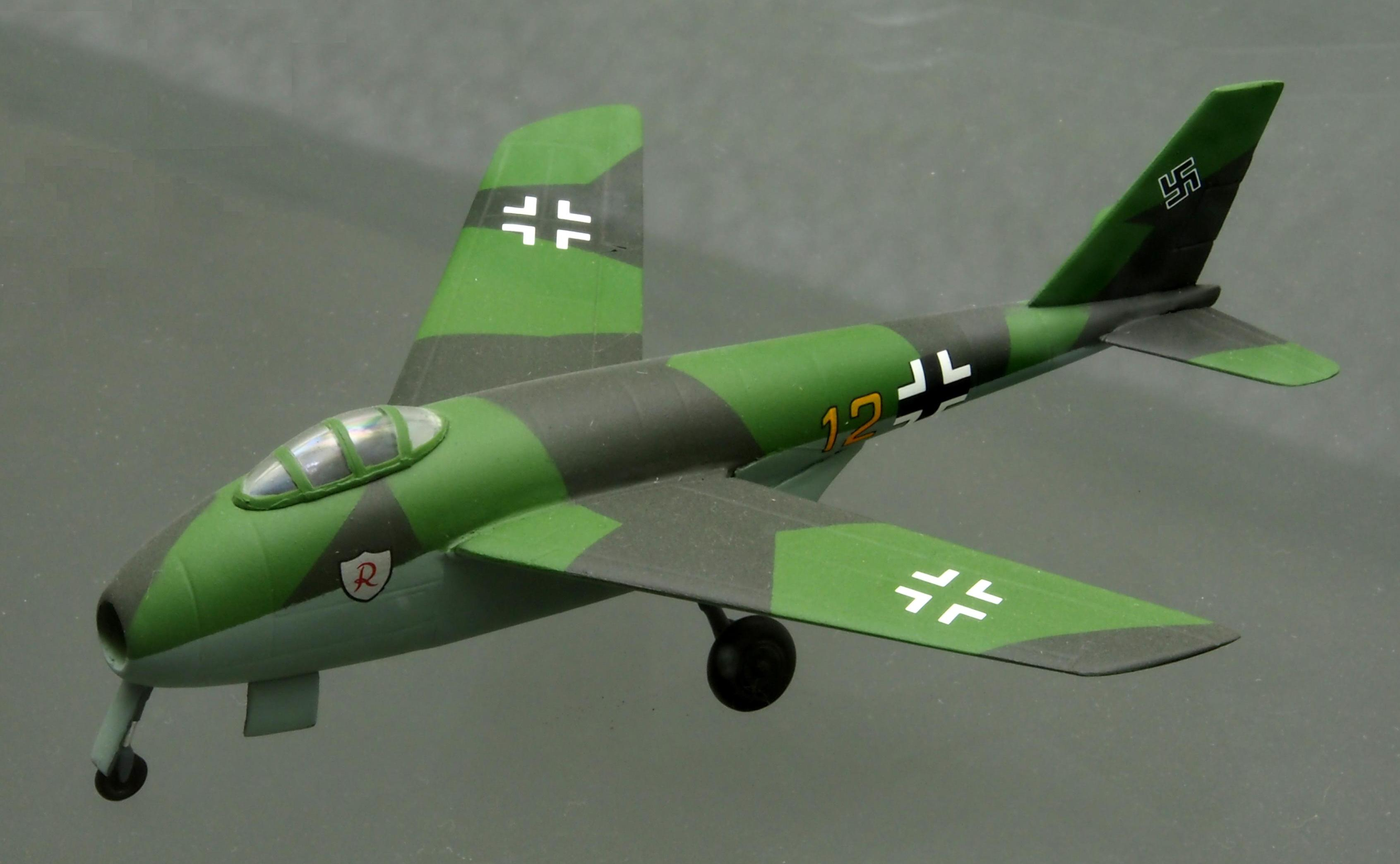
Mô hình đồ họa của Me P.1101

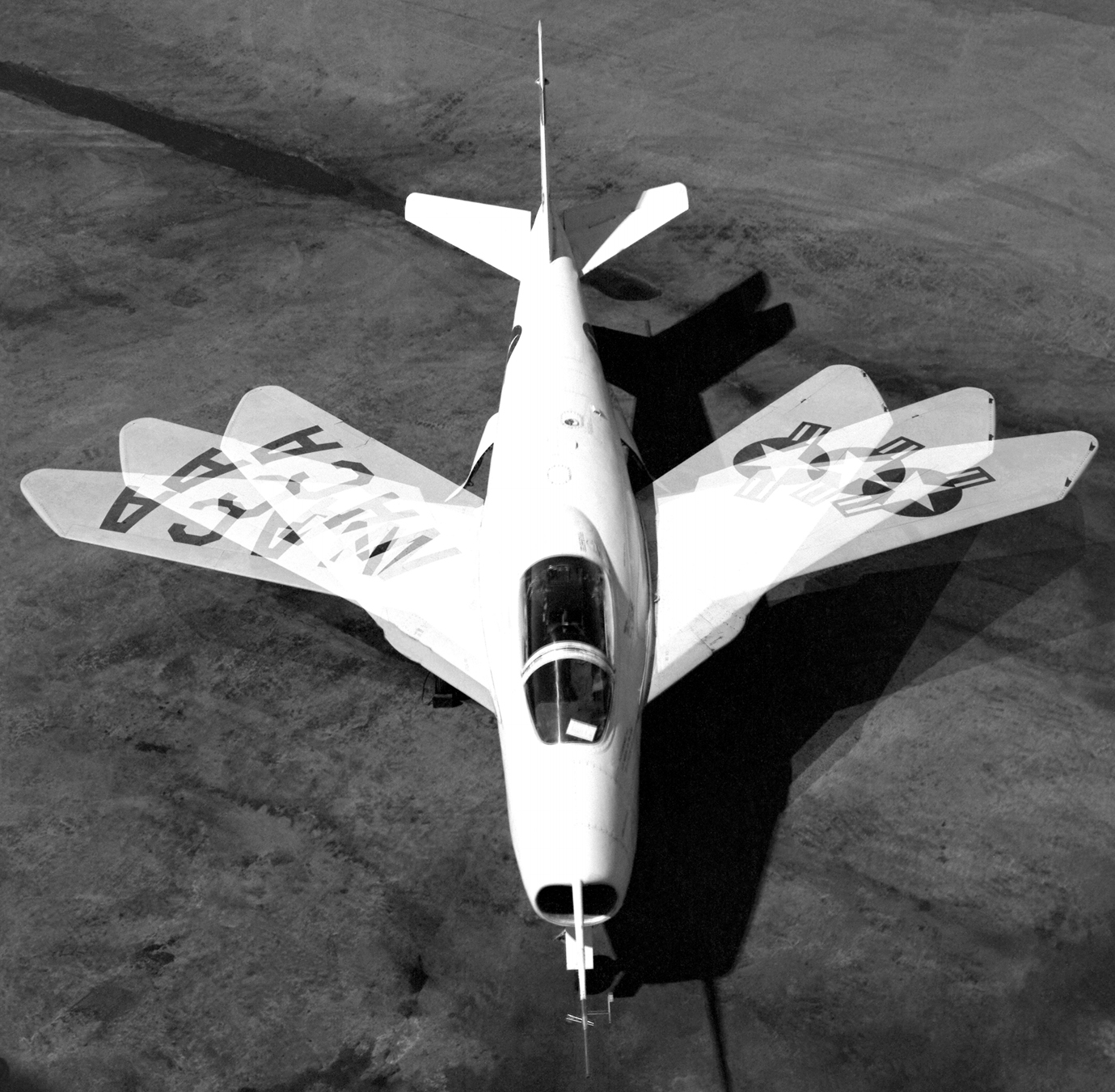
Ảnh ghép của Bell X-5 cho thấy các góc cụp-xòe khác nhau của cánh máy bay

Các thử nghiệm về tác động của kiểu cánh cụp cánh xòe cũng được tiến hành sau đó. Mẫu thử nghiệm đầu tiên trong số chúng là Messerschmitt Me P.1101 của Đức Quốc Xã, chiếc máy bay này chỉ có thể xòe/cụp cánh khi nó đang ở trên mặt đất. Dự án Me P.1101 chưa kịp hoàn thành thì năm 1945 nước Đức Quốc Xã đã bị đánh bại trong cuộc chiến tranh thế giới thứ hai. Mẫu P.1001 nhanh chóng được đưa về Mỹ và nghiên cứu bởi hãng Bell Aircraft. Tuy nhiên, do thiếu hụt các tài liệu cần thiết cũng như tình trạng hư hại nặng của mẫu vật, Bell quyết định không hoàn tất dự án P.1101 mà thay vào đó thiết kế một mẫu máy bay tương tự mang tên Bell X-5 với cánh có thể cụp và xòe ngay trong khi đang bay. Tuy nhiên, do nhiều nguyên do, Bell X-5 chỉ dừng ở mức độ thử nghiệm mà không được sản xuất đại trà.
Năm 1949, kỹ sư Anh quốc Barnes Wallis cũng thử nghiệm một số mẫu máy bay có thể "xòe" và "cụp" cánh nhằm nâng cao hiệu suất của các chuyến bay tốc độ siêu âm. Ban đầu là dự án máy bay quân sự "Ngỗng hoang" (Wild Goose), sau đó là dự án "én Vickers" (Vickers Swallow) có thiết kế cánh và thân hòa lẫn với nhau, với dự tính là sẽ có khả năng bay đi và về từ châu Âu tới Úc trong 10 tiếng đồng hồ. Các nguyên mẫu của dự án được thử nghiệm thành công với một mẫu đạt tốc độ Mach 2, tuy nhiên dự án đã chết yểu vì chính phủ Anh cắt tài trợ. Các nỗ lực tìm kiếm nguồn tài trợ từ phía Mỹ cũng không đạt được kết quả gì. Trước đó, vào năm 1948, kỹ sư hàng không L. E. Baynes cũng được cấp bằng sáng chế số 2.741.44 ở Anh và Mỹ về một thiết kế máy bay siêu âm cánh cụp cánh xòe mang tên là "máy bay tốc độ rất cao với cánh có khả năng xòe cụp ở nhiều dạng khác nhau" (High Speed Aircraft Having Wings With Variable Sweepback - HSAHWWVS). HSAHWWVS đã được thử nghiệm khí động trong hầm gió với kết quả rất khả quan, tuy nhiên, nó cũng chết yểu vì không nhận được tài trợ gì từ chính phủ.
Năm 1952 lại chứng kiến sự ra mắt của một mẫu cánh cụp cánh xòe khác đó là Grumman XF10F Jaguar. Không may cho XF10F là đặc tính phi hành của nó rất kém, cộng với nhược điểm dễ quay ngang một cách khó kiểm soát nên nó không được đưa vào sản xuất.
Kết quả của các dự án cánh cụp cánh xòe cho thấy nhiều tiến triển đáng kể ở cả khả năng bay tốc độ siêu âm cũng như hiệu suất bay, có điều chừng đó không đủ thuyết phục để đưa chúng vào sản xuất đại trà. Nguyên nhân chủ yếu là sự phức tạp cũng như khó khăn của chính thiết kế cánh cụp cánh xòe, và ít ai muốn làm cho máy bay trở nên quá rắc rối trừ khi điều đó trở nên thực sự cần thiết. Trong quá trình phát triển Bell X-5, người ta cũng phát hiện ra một khó khăn cơ bản của cánh cụp cánh xòe: khi cánh máy bay cụp về phía sau, véctơ nâng và tâm khí động di chuyển ra sau máy bay, làm cho độ ổn định dọc tăng quá nhiều khiến đuôi máy bay nhổng lên, mũi máy bay chúc xuống đất khi lực nâng máy bay tăng cao. Các nhà thiết kế thử giải quyết vấn đề này bằng cách gắn cánh máy bay trên một thanh ray, để khi cánh máy bay cụp về phía sau thì gốc máy bay sẽ trượt trên thanh ray về phía trước; hệ thống này quả thật giúp cải thiện vấn đề về tâm khí động nhưng nó lại làm tăng khối lượng máy bay và choán quá nhiều chỗ trống. Nói cách khác, tiếp tục phát triển và khắc phục các nhược điểm của kiểu cánh cố định truyền thống là một lựa chọn thu hút nhiều sự chú ý hơn cả.

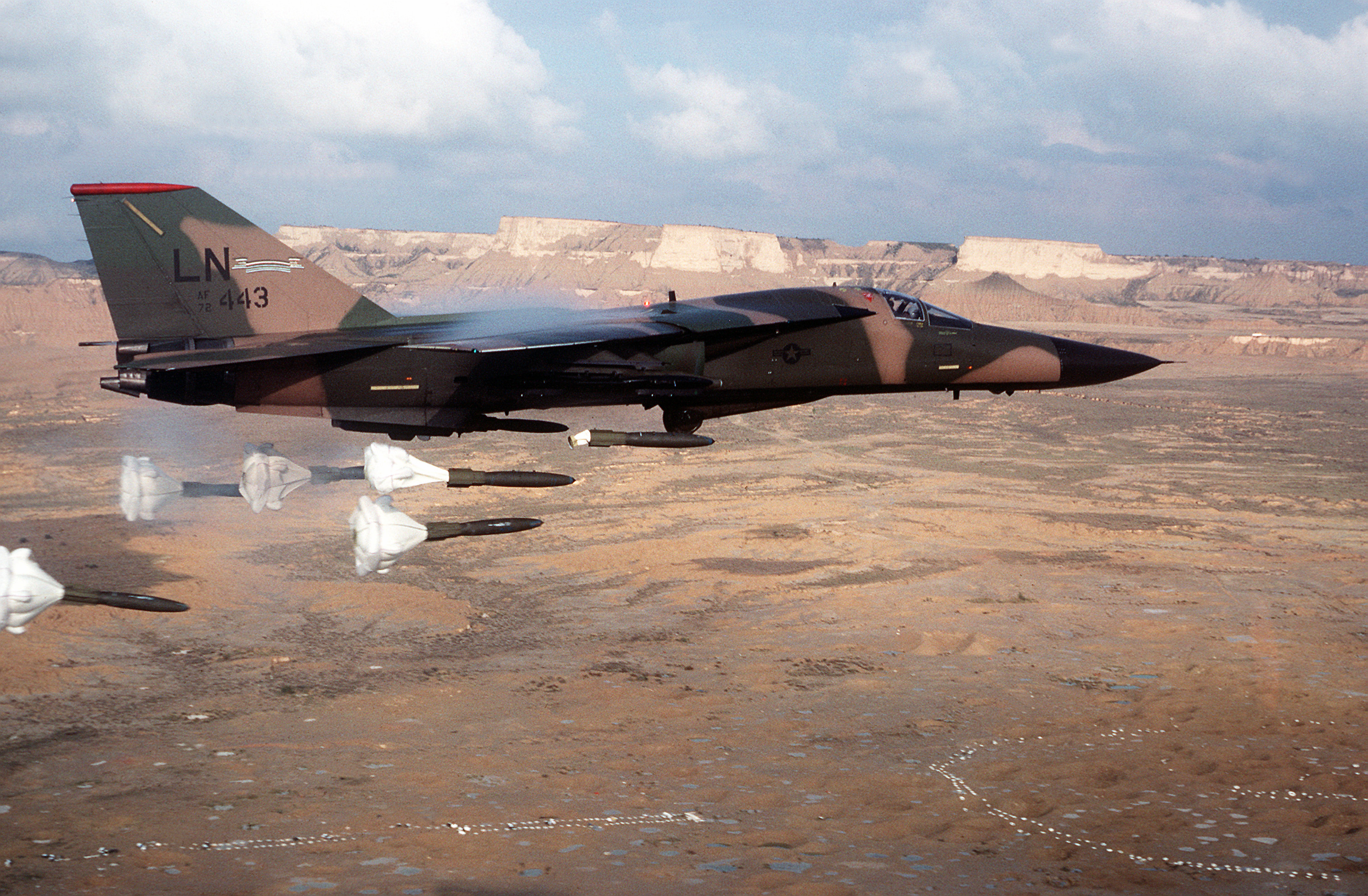
Cường kích F-111, máy bay cánh cụp cánh xòe đầu tiên được triển khai.

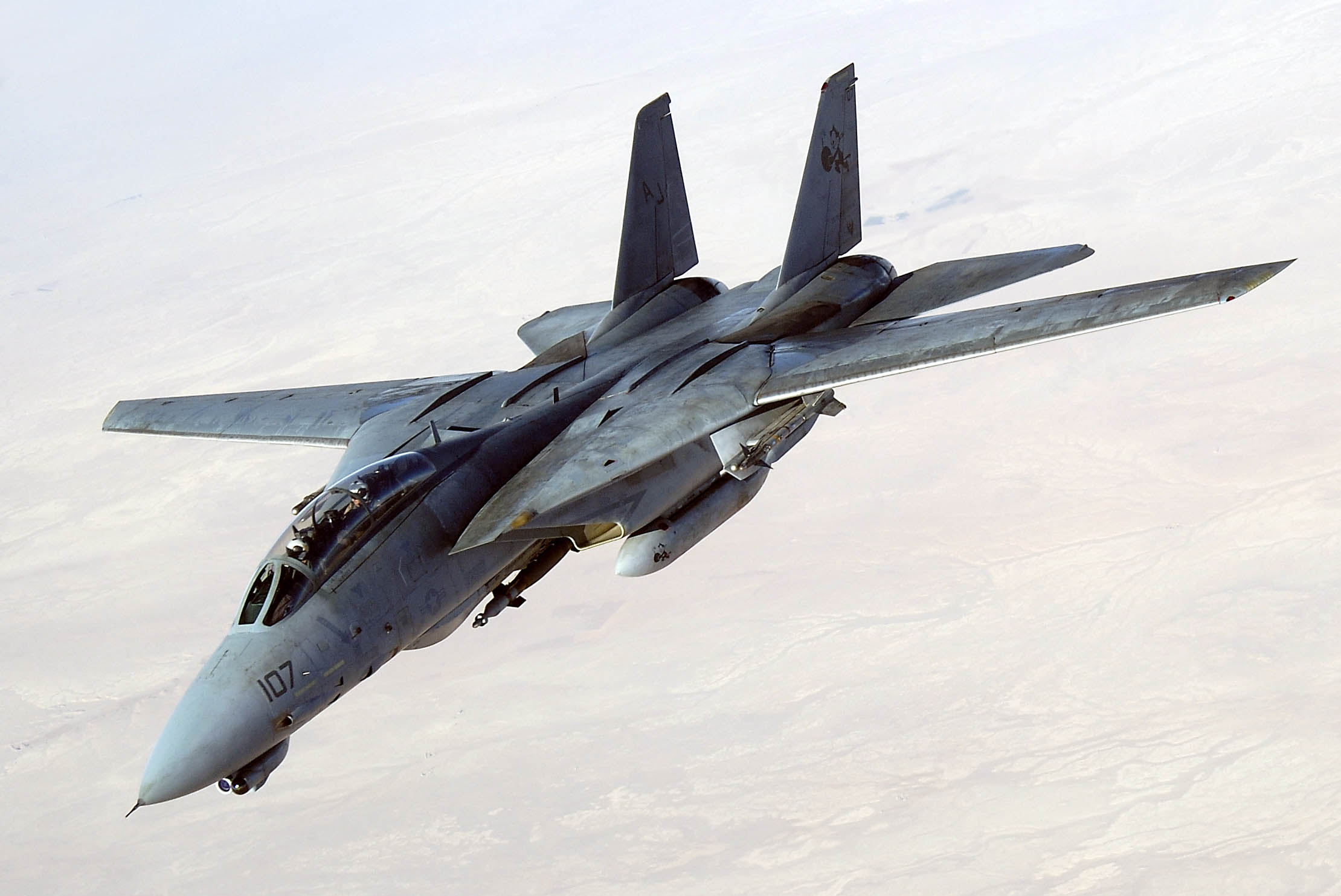
Tiêm kích-bom F-14.

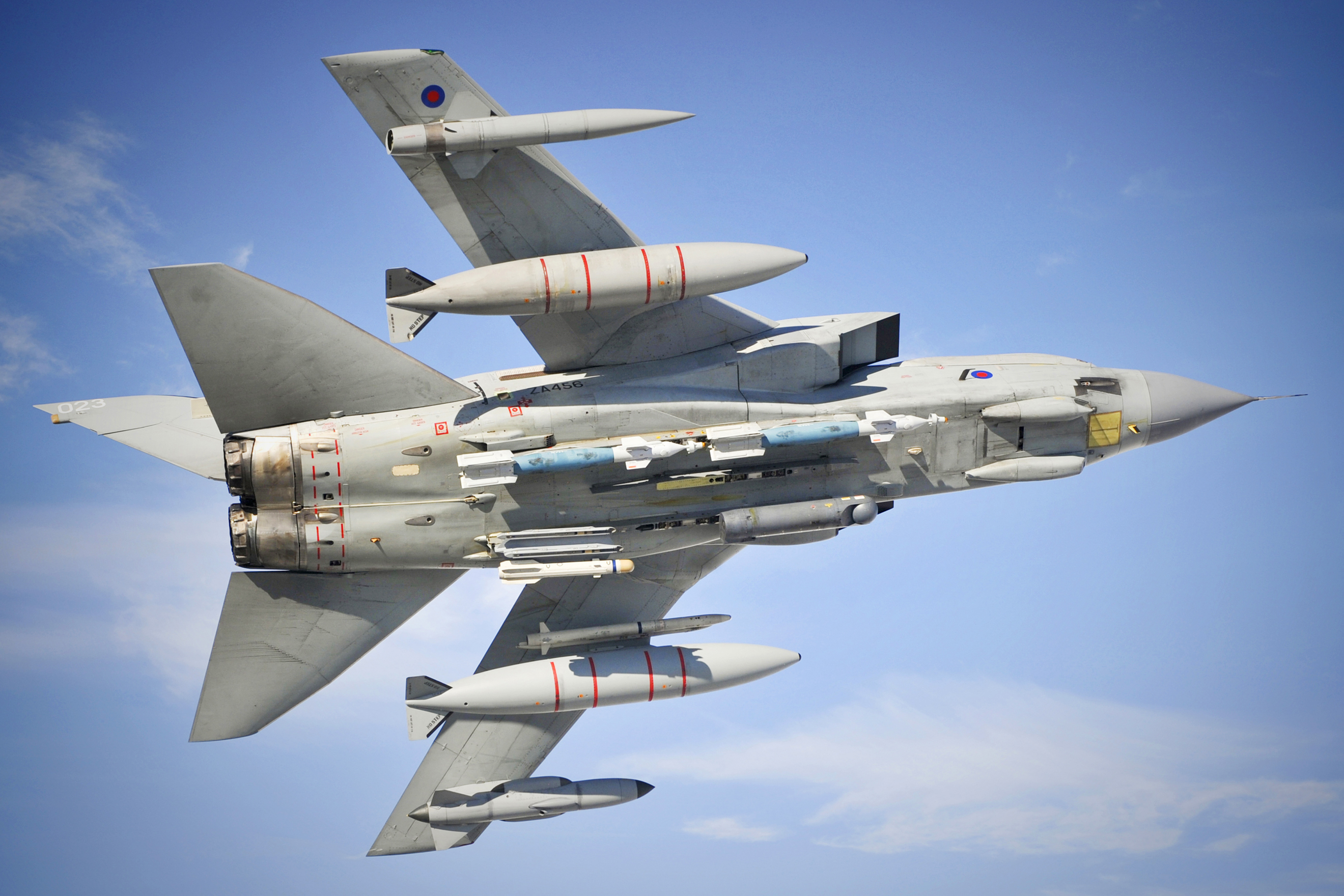
Cường kích Panavia Tornado.

Tuy nhiên, những phát triển của khoa học kỹ thuật - ví dụ như động cơ - đã hiện thực hóa tham vọng chế tạo một máy bay có thể thỏa mãn các tiêu chí hiệu suất lẫn tốc độ, Đồng thời, vào năm 1952, NASA đã đề xuất phương án đặt giúp giải quyết triệt để vấn đề thay đổi tâm khí động. Trục quay của cánh được dời sang phía ngoài thân máy bay, nằm ngay trên cánh, nói cách khác phần trong của cánh thì gắn cố định với thân và chỉ có phần ngoài là có thể cụp/xòe. Phương án này giúp cho vị trí tâm khí động không thay đổi quá nhiều khi cánh cụp vào/xòe ra. Viễn cảnh chế tạo thành công máy bay cánh cụp cánh xòe dần trở thành hiện thực, và tưởng cánh cụp cánh xòe lại được phục hưng vào đầu thập niên 1960 như là một biện pháp dung hòa giữa nhu cầu nâng cao tải trọng cánh (do máy bay càng ngày càng nặng hơn) cũng như duy trì hiệu suất cao của quá trình cất cánh và hạ cánh. Thiết kế cánh cụp cánh xòe đã được sử dụng trong chương trình chế tạo Máy bay chiến đấu chiến thuật Thử nghiệm (Tactical Fighter Experimental - TFX) với mục tiêu chế tạo một loại máy bay có thể cất cánh trên đường bay ngắn, có thể bay đường dài mà không cần tiếp nhiên liệu và có thể bay tốc độ siêu âm ở độ cao lớn, kết quả là General Dynamics F-111 Aardvark - máy bay cánh cụp cánh xòe đầu tiên được đưa vào hoạt động - đã được sử dụng trong quân đội vào năm 1967.
Việc triển khai F-111 không thuận lợi như mong đợi, các phiên bản đầu tiên của nó gặp phải nhiều trục trặc trong khi vận hành tỉ như hộp số giúp xòe/cụp cánh hay bị nứt, hoặc biên độ ổn định dọc quá lớn (mặc dù đã sử dụng trục quay cánh nằm ngoài thân), tải trọng ở cánh đuôi và lực kéo để giữ máy bay thăng bằng quá lớn, cùng khả năng cơ động kém khi lực nâng lớn. Dù vậy, F-111 đã được sử dụng nhiều trong các cuộc chiến tranh về sau như Chiến tranh Việt Nam, Chiến tranh Vùng Vịnh và nổi bật hơn cả là trong cuộc không kích Libya năm 1986. Đồng thời, dựa trên những kinh nghiệm từ F-111, hãng Grumman đã thiết kế nên chiếc F-14 "Mèo đực" (Tomcat) - loại tiêm kích đánh chặn đắt nhất Hoa Kỳ - sử dụng chủ yếu trên các tài sân bay của Hải quân. So với F-111, F-14 có trục quay cánh nằm xa thân hơn và được lắp thêm hai cánh phụ ở gần mũi máy bay, giúp cho khả năng thăng bằng và cơ động của nó tăng lên đáng kể, làm giảm rất nhiều tải trọng ở đuôi và lực kéo và nâng cao hiệu suất nâng máy bay. Việc cụp-xòe cánh cũng có thể được thực hiện tự động tùy theo tốc độ của máy bay. Thiết kế cánh cụp cánh xòe cũng được sử dụng bởi Rockwell trong chương trình Máy bay ném bom chiến lược có người lái tiên tiến (Advanced Manned Strategic Bomber - AMSA) và kết quả là máy bay ném bom B-1 Lancer với kỳ vọng là tích hợp khả năng bay đường dài với hiệu suất cao cũng như khả năng bay tốc độ siêu thanh khi thâm nhập vào phòng tuyến đối phương ở cao độ thấp.
Người Anh cũng hợp tác với Pháp bắt đầu một dự án cánh cụp cánh xòe sau khi dự án TSR-2 bị hủy bỏ, mang tên Máy bay Hình dạng cánh có thể thay đổi của Anh và Pháp (Anglo-French Variable Geometry aircraft - AFVG). Tuy nhiên, về sau Pháp rút khỏi dự án và Anh buộc phải tìm kiếm các đối tác mới để có thể tiếp tục kế hoạch phát triển máy bay cánh cụp cánh xòe. Cuối cùng, các nỗ lực này đã cho ra lò cường kích Panavia Tornado, sản phẩm hợp tác của ba quốc gia Anh, Đức và Ý. Về phía mình, người Pháp tự phát triển một mẫu cánh cụp cánh xòe riêng mang tên Dassault Mirage G, có điều dự án Mirage G đã bị hủy bỏ vào năm 1970.

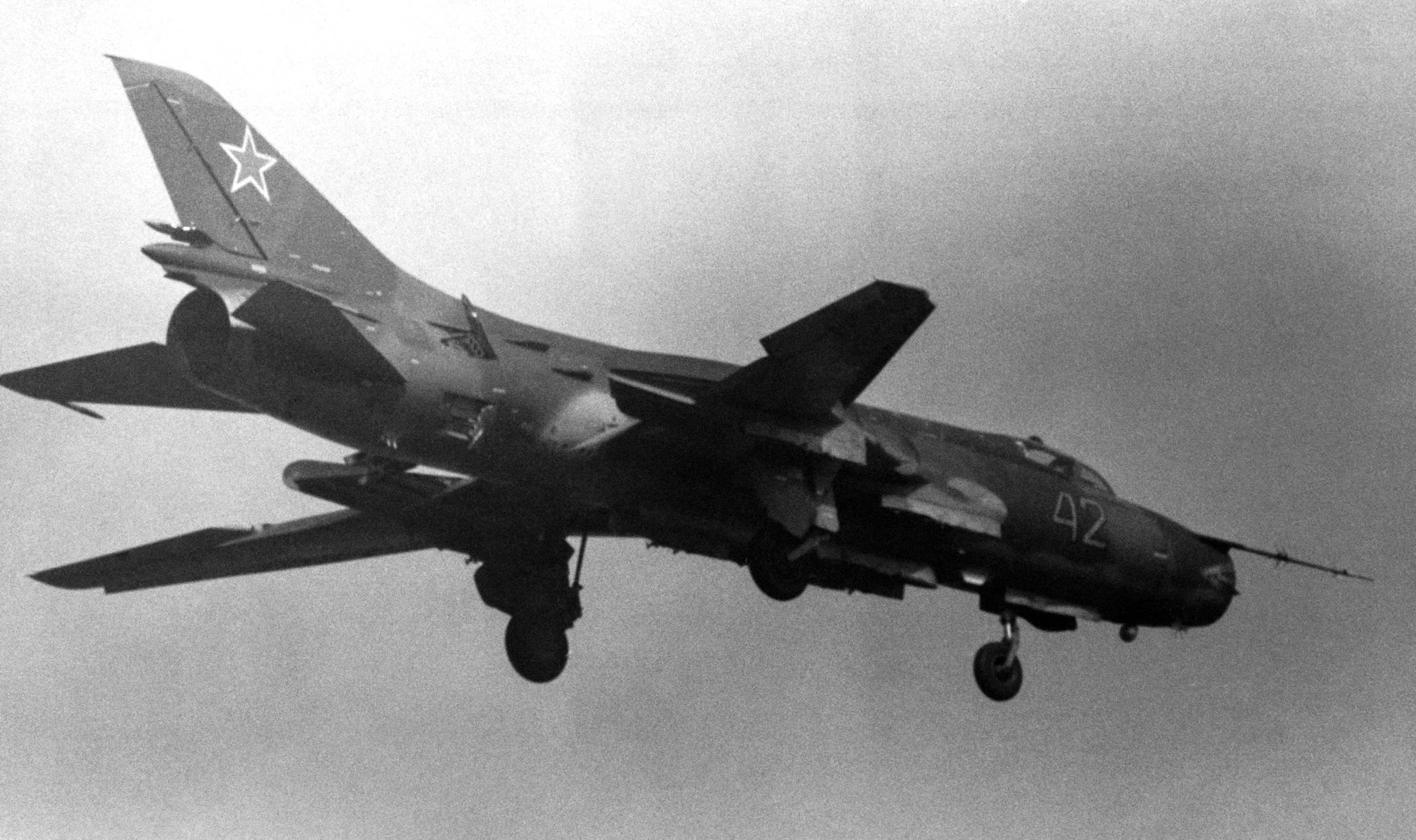
Sukhoi Su-17, máy bay cánh cụp cánh xòe đầu tiên của Liên Xô.

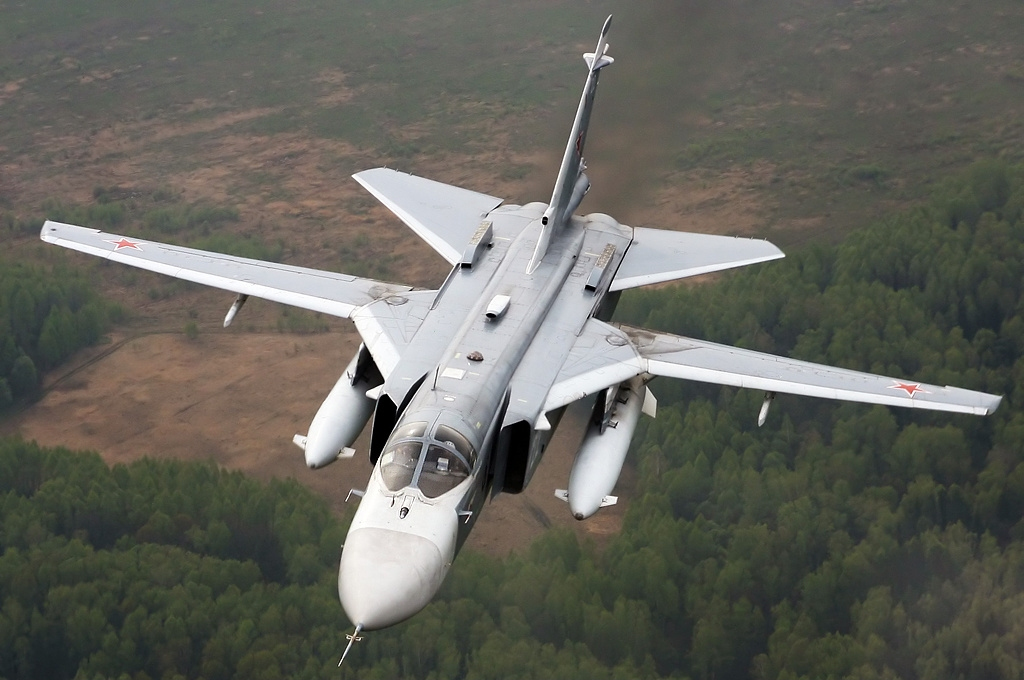
Sukhoi Su-24

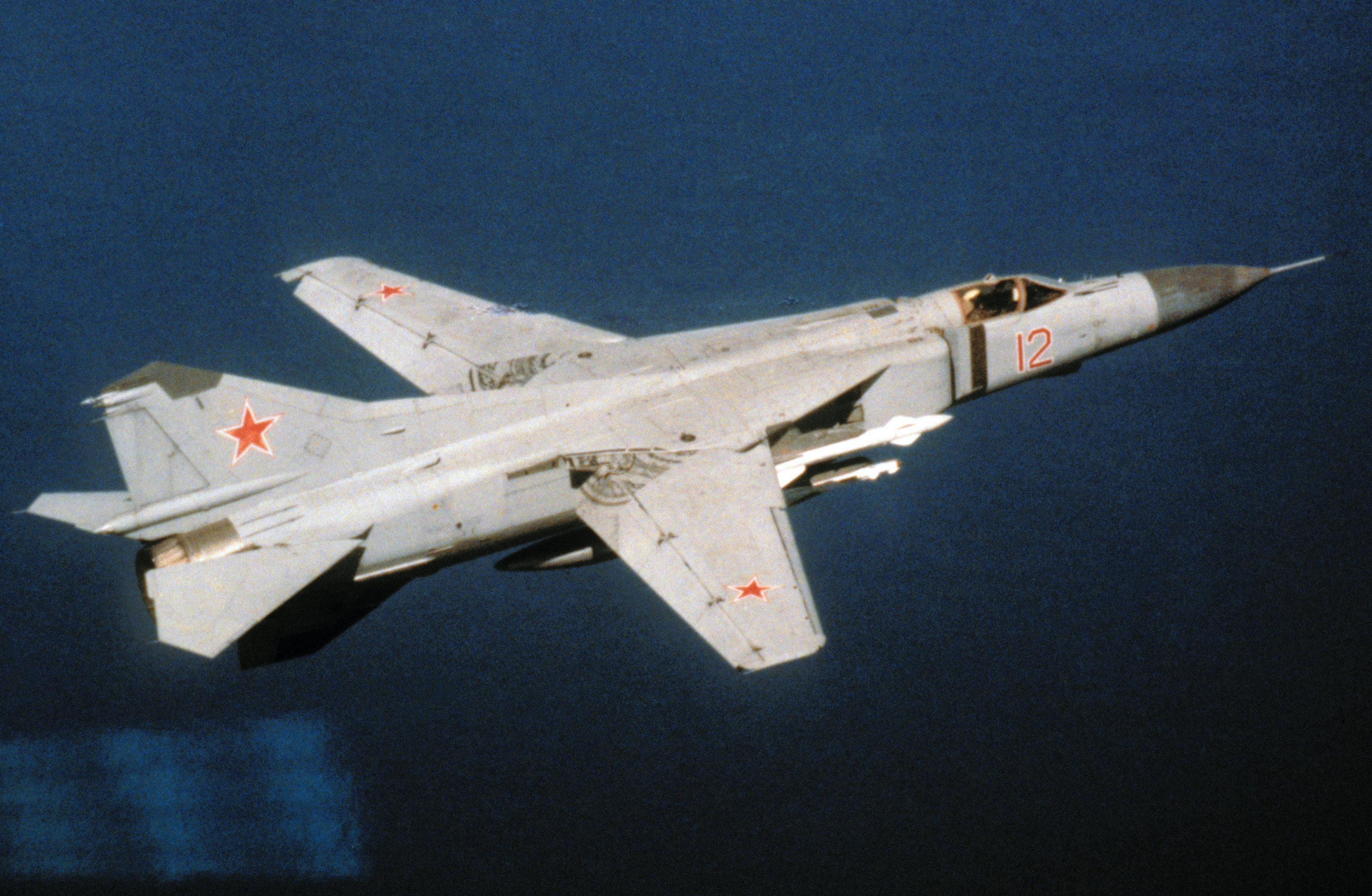
Mikoyan MiG-23

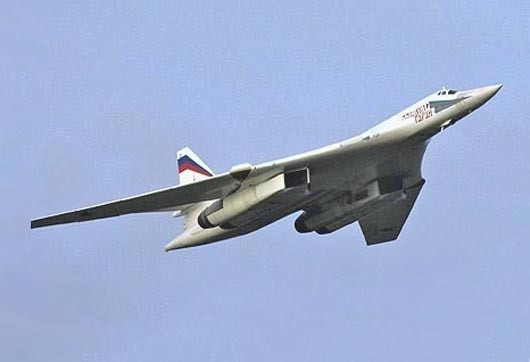
Tupolev Tu-160

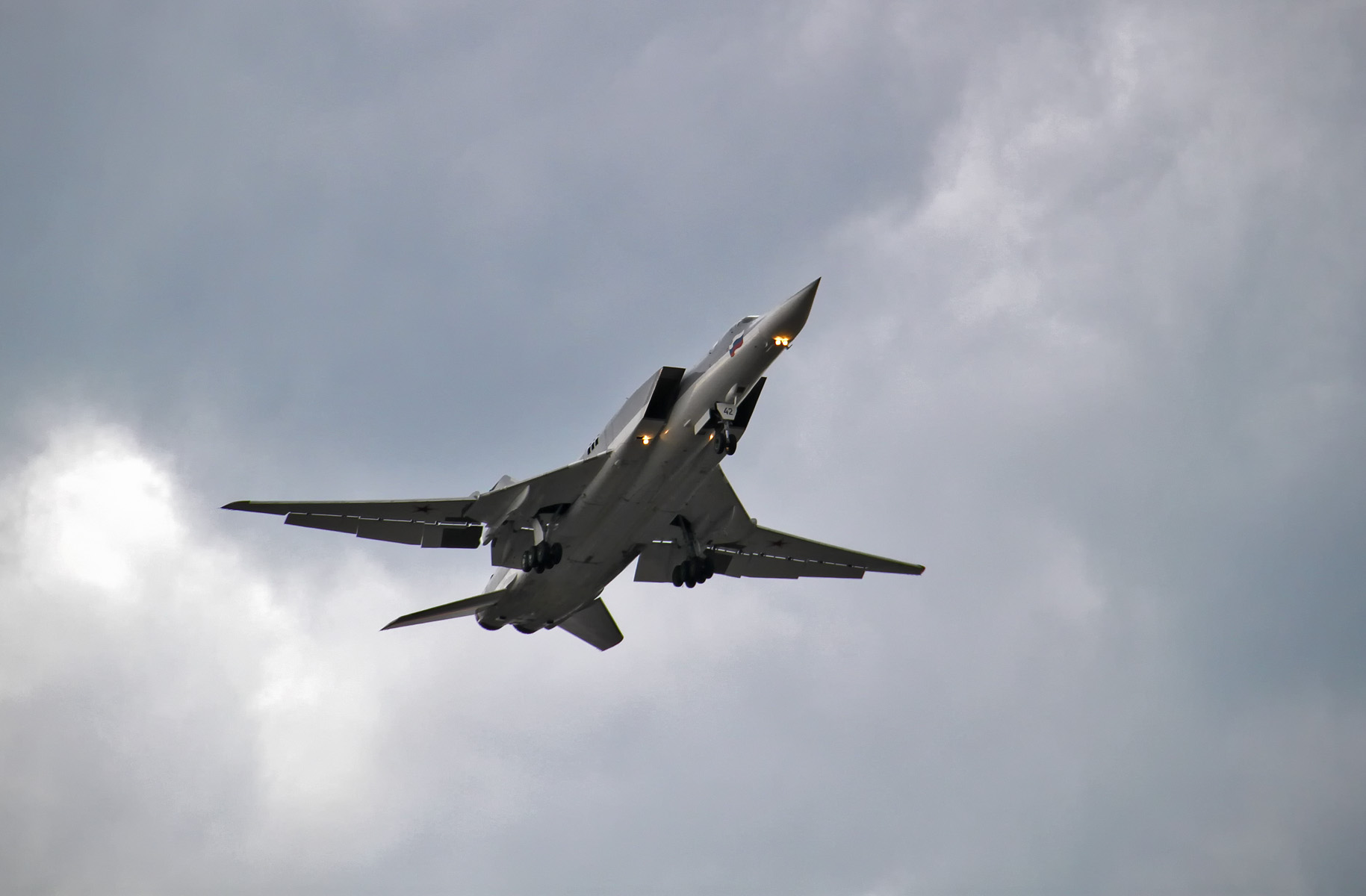
Tupolev Tu-22M3

Những yêu cầu tương tự như vậy cũng khiến Viện khí thủy động lực Trung ương Liên Xô (TsAGI) nghiên cứu và phát triển các loại máy bay cánh cụp cánh xòe. Thiết kế cánh cụp cánh xòe cũng được xem như là một biện pháp thay thế cho hệ thống động cơ phản lực cất cánh thẳng đứng lúc đó vẫn còn quá nhiều trục trặc phải giải quyết. Kết quả nghiên cứu cho ra hai kiểu cấu hình cánh khác nhau, trong đó một kiểu có khoảng cách giữa hai trục xoay của cánh tương đối rộng, còn kiểu kia có khoảng cách hẹp hơn. Kiểu hình với khoảng cách rộng sẽ giúp giảm thiểu các tác động có hại của việc cụp/xòe cánh lên máy bay, cũng như cung cấp một khoảng không gian rộng ở hai cánh dành cho việc bố trí bánh đáp và mấu treo vũ khí. Ngoài ra, kiểu hình cánh rộng tỏ ra thuận lợi hơn trong việc tích hợp vào các thiết kế máy bay sẵn có của Liên Xô lúc đó. Ví dụ như máy bay cánh cụp cánh xòe Su-17 được thiết kế dựa trên cấu trúc của máy bay cánh cố định Su-7, với trục xoay nằm ở giữa cánh, nửa trong cánh gắn cố định còn nửa ngoài thì có thể "cụp và xòe"; tất cả những điều này giúp Sukhoi giữ được chỗ trống trên cánh để lắp bánh đáp và điểm treo vũ khí, đơn giản hóa cấu trúc máy bay, giảm thiểu việc di chuyển vị trí của tâm áp so với trọng tâm khi cánh cụp vào/xòe ra, và ít tốn kém hơn so với việc thiết kế một máy bay hoàn toàn mới. Su-17 là loại máy bay cánh cụp cánh xòe đầu tiên của Liên Xô.
Tuy nhiên, kiểu hình trục xoay khoảng cách rộng lại khiến cho những thuận lợi có được từ yếu tố "cánh cụp cánh xòe" bị giảm thiểu đi rất nhiều. Vì lý do này, TsAGI chuyển sang thiết kế có khoảng cách trục xoay hẹp hơn, và dựa trên đó phát triển các tiêm kích MiG-23 và cường kích Sukhoi Su-24. Các mẫu này được chế tạo vào cuối thập niên 1960 và chính thức được sử dụng vào đầu thập niên 1970. MiG-23 và Su-24 có hình dạng tương đối giống so với các máy bay cùng thời của phương Tây, tuy nhiên một số đặc điểm khác biệt về khả năng thăng bằng cho thấy dường như người Xô Viết không muốn mạo hiểm với đặc điểm phi hành mang nhiều rủi ro và cũng không muốn quá dựa dẫm vào hệ thống thăng bằng trên máy bay.
Kiểu hình cánh cụp cánh xòe sau đó cũng được áp dụng lên thiết kế của các máy bay ném bom chiến lược Tu-22M và "thiên nga trắng" Tu-160, cấu hình này giúp máy bay có thể đạt được các tiêu chí cần thiết về tốc độ (khả năng bay tốc độ siêu âm) lẫn tầm hoạt động (bay đường dài với hiệu suất cao) và khả năng cất cánh đường băng ngắn, những đặc điểm này tỏ ra hấp dẫn đối với các nhà thiết kế máy bay Xô Viết lúc đó. Tính đến thời điểm hiện tại, Tu-160 là mẫu máy bay cánh cụp cánh xòe mới nhất được chế tạo.

### Buổi hoàng hôn của cánh cụp cánh xòe
Vào giữa thập niên 1970, một phi công phục vụ trong Không quân Israel đã làm một cuộc thử nghiệm nhằm so sánh các tính năng của máy bay F-14 trong hải quân Israel và F-15 trong Không quân của nước này. Ông kết luận là F-14 có bề mặt kiểm soát rộng hơn và điều này gây ra những khó khăn cũng như làm gia tăng chi phí bảo trì của máy bay. Trong thời gian đó, vì nhiều lý do, quân đội Israel đã quyết định chọn mua các máy bay F-15 thay cho F-14. Có ý kiến cho rằng những sự kiện này là điềm báo trước "vận đen" của thiết kế cánh cụp cánh xòe và là dấu chỉ cho thấy kiểu cánh cụp cánh xòe sẽ gây ra nhiều rắc rối hơn là lợi ích cho các máy bay sử dụng nó.
Đến những năm 1980, sự xuống dốc của kiểu hình cánh cụp cánh xòe ngày càng rõ nét hơn khi không có mẫu máy bay mới nào được nghiên cứu và phát triển sử dụng kiểu cánh này. Mẫu máy bay thay thế cho cánh cụp cánh xòe F-14 lại là máy bay cánh cố định F/A-18E, bất chấp việc dùng cánh cố định kích thước nhỏ khiến tầm bay và tải trọng của F-18 ít hơn F-14. Nguyên nhân chủ yếu là do cơ chế hộp số làm cụp-xòe cánh đã thiết kế trở nên quá phức tạp, gia tăng khối lượng của máy bay và vì thế gây hao tốn nhiều nhiên liệu hơn cũng như làm tăng chi phí bảo trì, sửa chữa. Thực tế cho thấy hiệu suất bay của máy bay cánh cụp cánh xòe thấp hơn máy bay cánh xòe cố định trong điều kiện bay chậm, và cũng thấp hơn máy bay cánh cụp cố định trong điều kiện bay nhanh. Ngoài ra, sự tiến bộ hệ thống điều khiển máy bay trong thập niên 1970 giúp cho phi công có thể dễ dàng duy trì sự thăng bằng cho các thiết kế có độ cân bằng không bền (relaxed stability) và điều đó khắc phục rất nhiều điểm yếu của kiểu cánh cố định. Cân nhắc các điểm mạnh và yếu, các nhà thiết kế kết luận là lợi ích của nó không đáng cho những nhược điểm mà kiểu hình này gây ra.

## Một số mẫu máy bay tiêu biểu

### Thí nghiệm
- Anh Westland-Hill Pterodactyl
- Đức Quốc Xã Messerschmitt P.1101
- Hoa Kỳ Bell X-5
- Pháp Dassault Mirage G
- Hoa Kỳ Grumman XF10F Jaguar

### Sản xuất đại trà
- Liên Xô MiG-23
- Liên Xô MiG-27
- Liên Xô Su-17/20/22
- Liên Xô Su-24
- Liên Xô Tu-22/22M3
- Liên Xô "Thiên nga trắng" Tu-160
- EU Panavia Tornado
- Hoa Kỳ F-14 "Mèo đực"
- Hoa Kỳ F-111
- Hoa Kỳ B-1 Lancer